# Edmundo Piaggio
Edmundo Piaggio (* 3. Oktober 1905; † 27. Juli 1975) war ein argentinischer Fußballspieler, der mit der Nationalmannschaft seines Heimatlandes an der Fußball-Weltmeisterschaft 1930 teilnahm, aber insgesamt in seiner Karriere kein Länderspiel absolvierte.

## Karriere
Edmundo Piaggio begann seine Laufbahn in der argentinischen Stadt Lanús, Provinz Buenos Aires, beim örtlichen Verein CA Lanús. Dort blieb er bis ins Jahr 1931, als er zum renommierten Hauptstadtverein Boca Juniors wechselte, wo er dann in einer Mannschaft spielte mit anderen argentinischen Größen der damaligen Zeit wie Roberto Cherro, Francisco Varallo oder Pedro Suárez. Bei Boca blieb Piaggio zwei Jahre von 1932 bis 1934. In dieser Zeit gelang ihm mit dem Verein aus dem Arbeiterviertel La Boca einmal der Gewinn der argentinischen Fußballmeisterschaft, und zwar in der Saison 1934, seiner letzten bei den Boca Juniors. Im genannten Jahr belegte der Verein in der Endtabelle den ersten Rang vor CA Independiente Avellaneda. Trotz des Erfolges verließ Piaggio im gleichen Jahr die Boca Juniors und kehrte zurück zu seinem alten Club CA Lanús, wo er noch eine Saison in der Primera División spielte und den zehnten Tabellenrang erreichte, während erneut die Boca Juniors die Meisterschaft errungen.
In der Nationalmannschaft Argentiniens wurde Edmundo Piaggio während seiner Karriere nicht eingesetzt. Dennoch nominierten ihn die beiden Nationaltrainer Francisco Olazar und Juan José Tramutola in das argentinische Aufgebot für die Fußball-Weltmeisterschaft 1930. In Uruguay wurde Piaggio jedoch beim Erreichen der Vizeweltmeisterschaft nicht eingesetzt und wurde auch nach der Weltmeisterschaft in der Nationalmannschaft nicht berücksichtigt. Damit ist er einer der wenigen Spieler, die zwar für eine Fußball-Weltmeisterschaft nominiert waren, aber insgesamt kein einziges Länderspiel absolviert haben. Er erlebte auch ein zweites großes Turnier, nämlich die Campeonato Sudamericano 1929, bei der er wie bei der Weltmeisterschaft zwar im Aufgebot stand, aber nicht zum Einsatz kam.